# Ca l'Almar (Púbol)
Ca l'Almar és una casa de Púbol, al municipi de la Pera (Baix Empordà) inclosa a l'Inventari del Patrimoni Arquitectònic de Catalunya.

## Descripció
Situada a la plaça Major de Púbol, és una construcció inacabada. El casal, de grans dimensions, recolza en la muralla. Del projecte previst només se'n va construir la part de la banda nord. L'element més remarcable de la façana que dona a la plaça és una gran finestra de tipologia clàssica, rectangular, amb frontó triangular i pilastres estriades amb capitells corintis. La resta d'obertures és de tipus simple. La coberta és de teula.

## Història
La construcció de Ca l'Almar va ser iniciada a finals del segle xvii.